# Mischa Mleinek
Mischa Joachim Mleinek (* 18. November 1927 in Berlin; † 1996 in Baden-Baden) war ein deutscher Schriftsteller, Drehbuch- und Hörspielautor, Schlagertexter und Übersetzer.

## Leben
Mischa Mleinek erhielt nach seinem Abitur eine journalistische Ausbildung und arbeitete anschließend als Redakteur, Dramaturg und Übersetzer. Schließlich begann er als freischaffender Autor zu schreiben und veröffentlichte in den folgenden Jahrzehnten eine Fülle von Romanen, Drehbüchern, Hörspielen sowie Texte für Kabarettprogramme aber auch für Schlager und Chansons. Als Autor wählte er auch alternierende Namen wie Micha Mleinek, Joachim Mleinek oder nur J. Mleinek. Seine Laufbahn begann er Ende der 1950er-Jahre mit dem Schreiben von Kriminalromanen und Hörspielen. Für Film und Fernsehen verfasste er ab dieser Zeit Drehbücher für heitere Filme wie Ein Ferienbett mit 100 PS mit Vivi Bach und Dietmar Schönherr oder Hauptsache Ferien mit Peter Alexander in der Hauptrolle. Als Autor zeichnete er auch für Serien verantwortlich, unter anderem Ein Fall für Titus Bunge und Schöne Ferien. Daneben schrieb Mleinek Skripte für Unterhaltungsshows, beispielsweise für Michael Schanzes Hätten Sie heut’ Zeit für mich?.
Mleinek wohnte in München, war auch als Übersetzer, und anderem von Musicals, tätig und erarbeitete die deutschen Fassungen einiger Cole-Porter-Titel, darunter Ich glaub’, ’ne Dame werd’ ich nie (The Lady Is A Tramp), Nichts haut mich um, aber du (I Get A Kick Out Of You), Du hast mich ganz in der Hand (I’ve Got You Under My Skin) oder Sei mal verliebt (Let’s Do It). Selber verfasste er auch diverse eigene Schlagertexte.

## Filmografie (Auswahl)
- 1958: Gift und Mitgift
- 1959: Achtung! Ruhe! Aufnahme!
- 1959: Nicht ernst zu nehmen
- 1959: Der König ist tot
- 1959: Die Liebe des Jahres
- 1960: Romanze in Tüll
- 1964: Kookie & Co.
- 1965: Doddy und die Musketiere
- 1965: Ein Ferienbett mit 100 PS
- 1965: Bongo Boy
- 1966: Das Mädchen aus Mira
- 1966: Towarisch
- 1966: Polenblut
- 1966: Robert und Elisabeth
- 1967: Ein Fall für Titus Bunge (Fernsehserie)
- 1968: Die Mühle von Sanssouci
- 1969: Tonys Freunde
- 1970: Warum ist es am Rhein so schön?
- 1971: Ball im Savoy
- 1971: Die Csárdásfürstin
- 1972: Hauptsache Ferien
- 1974: Heute Abend bei Vivi
- 1975: Hätten Sie heut’ Zeit für mich?
- 1978: Wonderful Gitte aus Kopenhagen
- 1978: Räuber und Gendarm
- 1979: Lucky Star
- 1985: Schöne Ferien – Urlaubsgeschichten aus Kenia (Fernsehreihe)
- 1985: Schöne Ferien – Urlaubsgeschichten aus Mallorca (Fernsehreihe)
- 1985: Schöne Ferien – Urlaubsgeschichten aus Sri Lanka und von den Malediven (Fernsehreihe)
- 1985: Schöne Ferien – Urlaubsgeschichten aus Portugal (Fernsehreihe)
- 1985: Schöne Ferien – Urlaubsgeschichten aus Singapur und Malaysien (Fernsehreihe)
- 1986: Rückfahrt in den Tod
- 1990: Justitias kleine Fische (Fernsehserie)
- 1993: Flash – der Fotoreporter
- 1995: Schade um Papa (Fernsehserie)
- 1995: Marys verrücktes Krankenhaus (Fernsehserie mit Georg Preuße)

## Hörspiele
- 1958: Die Witwe – Regie: Rolf von Goth – Sprecher: Ernst Schröder, Marianne Hoppe, Eva Katharina Schultz, Harry Meyen, Reinhold Bernt u. a.
- 1959: Der König ist tot – Regie: Curt Goetz-Pflug – Sprecher: Klaus Kammer, Ina Halley, Horst Niendorf u. a.
- 1960: Herzog zu vermieten – Regie: Tom Toelle – Sprecher: Carl Heinz Schroth, Friedel Schuster, Günther Lüders, Martin Held, Wolfgang Neuss, Alexander Welbat u. a.
- 1961: Privataffäre – Regie: Curt Goetz-Pflug – Sprecher: Eva Ingeborg Scholz, Horst Janson, Hans W. Hamacher u. a.
- 1964: Kreuzfahrt mit Kassandra – Regie: Rolf von Goth – Sprecher: Erna Haffner, Fritz Tillmann, Beate Hasenau, Stanislav Ledinek, Rainer Brandt, Klaus Miedel u. a.
- 1972: Die letzte harte Rechnung – Regie: Heinz-Günter Stamm – Sprecher: Klaus Löwitsch, Monika Peitsch, Horst Tappert, Paul Verhoeven, Lola Müthel, Hans Caninenberg, Lukas Ammann, Werner Schwier, Klaus Höhne
- 1982: Von irgendwo Flötenspiel – Regie: Anke Beckert – Sprecher: Kornelia Boje, Gerhart Lippert, Brigitte Horney, Ute Mora, Kerstin de Ahna, Harry Kalenberg u. a.

## Veröffentlichungen (Auswahl)
- 1957: Der Tod hat heute Gäste, Goldring-Verlag, Papenburg
- 1959: Kleine Menagerie
- 1970: Leckerbissen für die Haie, Scherz-Verlag, München
- 1971: Ein feiger Hund, Scherz-Verlag, München
- 1973: Engel sterben nicht, Scherz-Verlag, München